# Островчик-Пыльный
Островчик-Пыльный (укр. Острівчик-Пильний) — село в Красненской поселковой общине Золочевского района Львовской области Украины.
Население по переписи 2001 года составляло 411 человек. Занимает площадь 1,75 км². Почтовый индекс — 80560. Телефонный код — 3264.